# Indira Gandhi

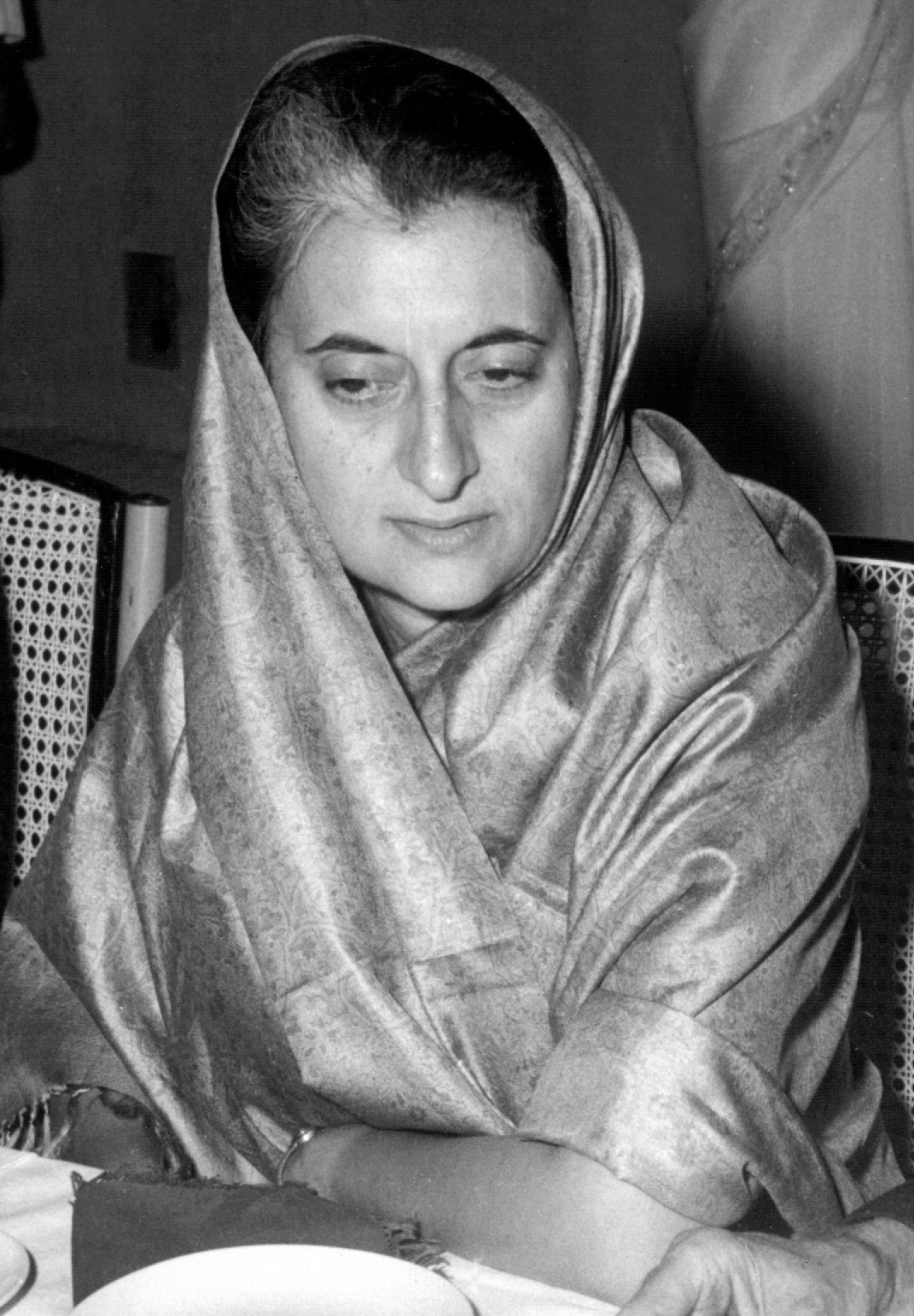
Indira Gandhi (1967)

Indira Priyadarshini Gandhi (Hindi: इंदिरा प्रियदर्शिनी गांधी Indirā Priyadarśinī Gāndhī; * 19. November 1917 als Indira Priyadarshini Nehru in Allahabad; † 31. Oktober 1984 in Neu-Delhi) war eine indische Politikerin, die von 1966 bis 1977 und erneut von 1980 bis 1984 als Premierministerin Indiens amtierte. Sie starb durch ein Attentat.
Den Nachnamen Gandhi erhielt sie durch ihre Heirat mit Feroze Gandhi, der nicht mit Mahatma Gandhi verwandt oder verschwägert war.

## Privates Leben

### Kindheit und Jugend

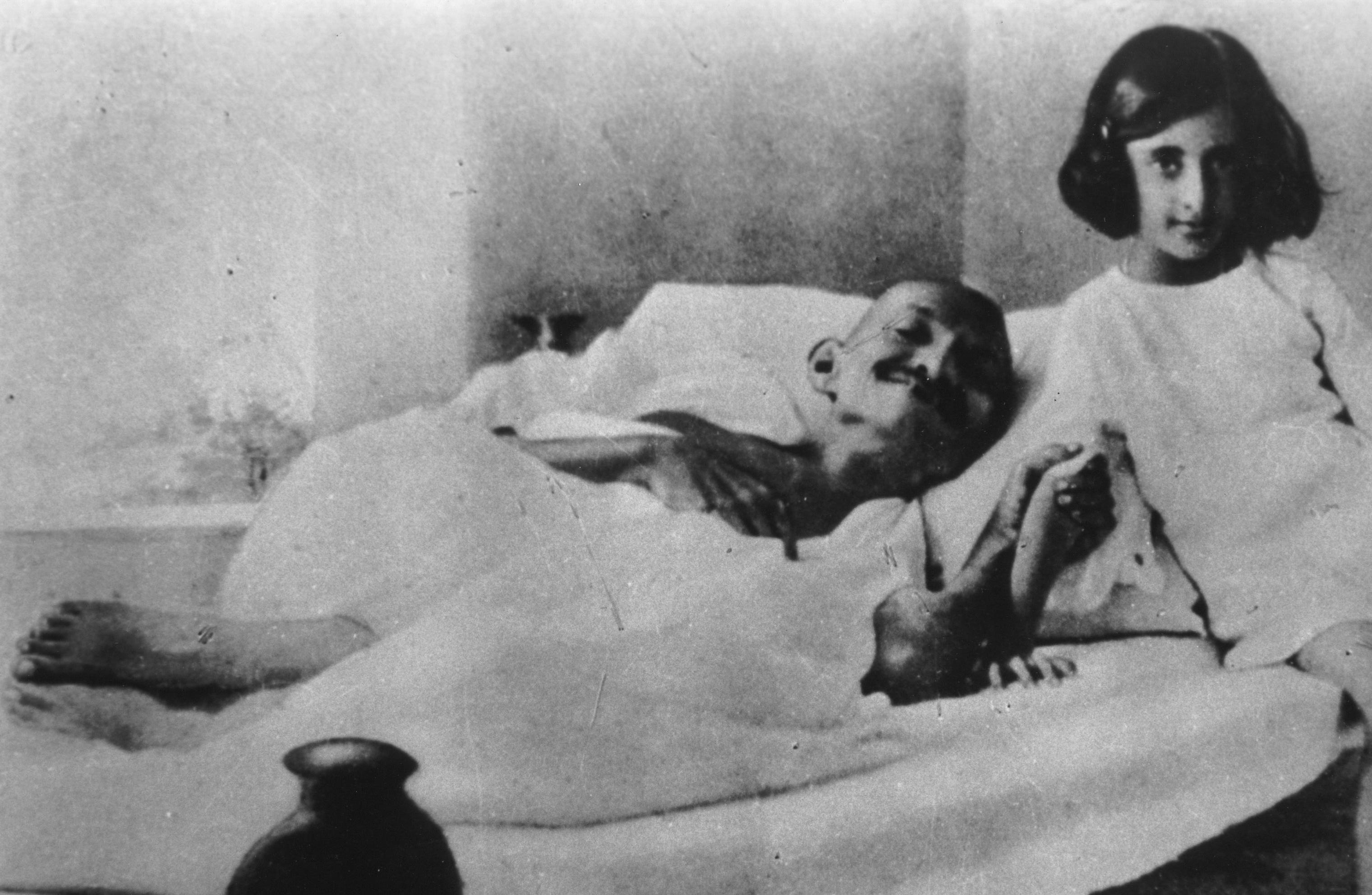
Indira an der Seite des fastenden Mahatma Gandhi (1924)

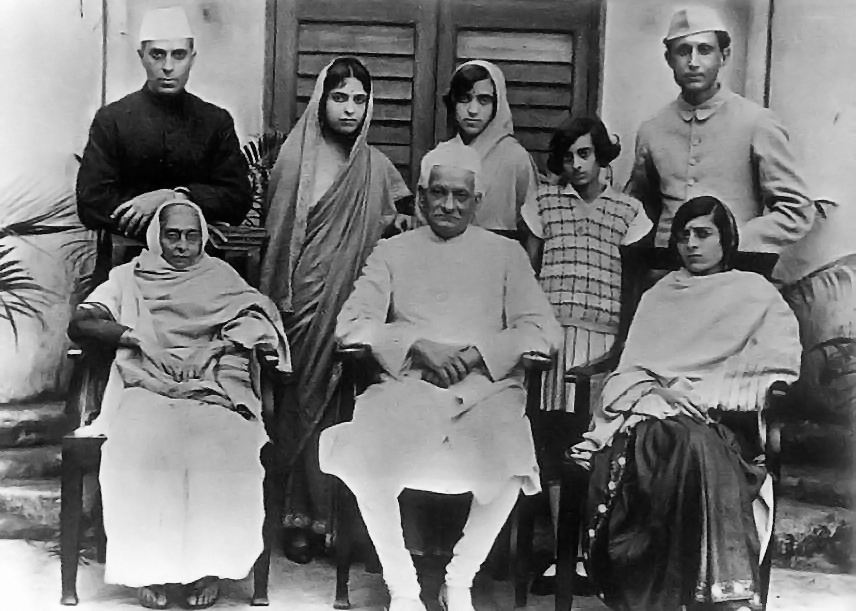
Die Familie Nehru (ca. 1927)

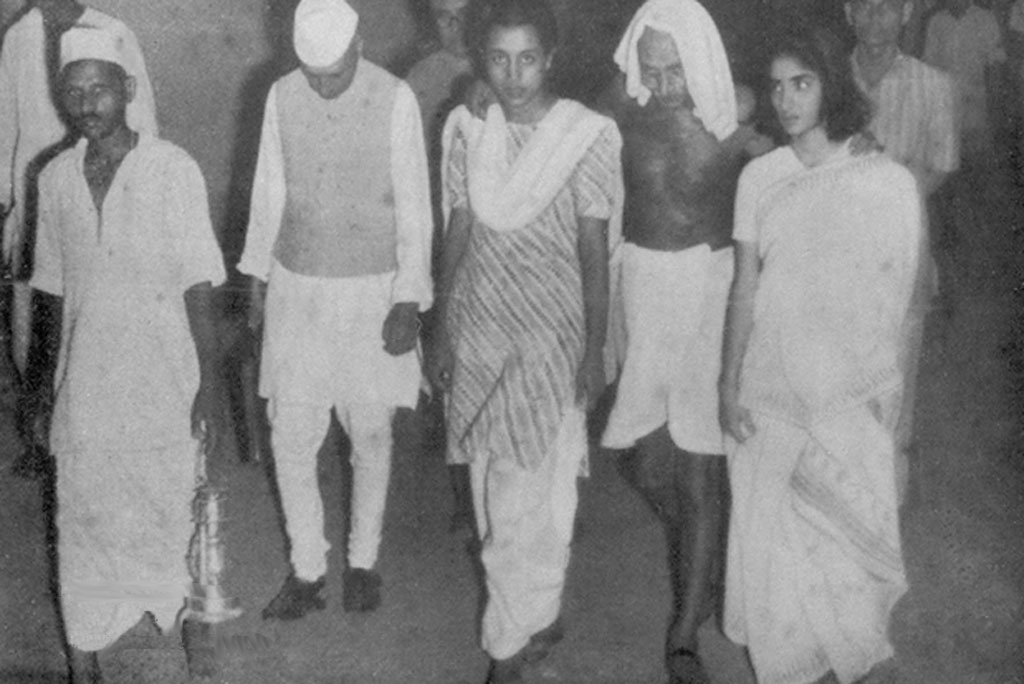
Indira mit Mahatma Gandhi und ihrem Vater Jawaharlal Nehru (späte 1930er-Jahre)

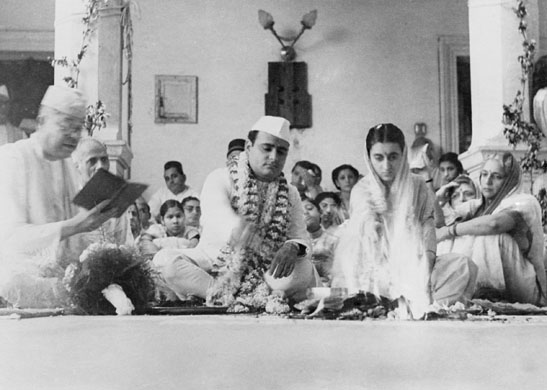
Hochzeit von Feroze Gandhi und Indira Nehru am 26. März 1942 in Allahabad

Indira Gandhi war die Tochter Jawaharlal Nehrus, des ersten Premierministers des unabhängigen Indien, und seiner Frau Kamala Nehru. Die Nehrus sind Pandit-Brahmanen aus Kaschmir, eine der höchstrangigen Jati im indischen Kastensystem. Der Aufstieg der Familie in der Politik begann mit Indiras Großvater Motilal Nehru, der zweimal Präsident der Congress Party war und zusammen mit seinem Sohn eine führende Rolle in der Unabhängigkeitsbewegung gegen die britische Kolonialmacht spielte.
Das starke politische Engagement ihres Vaters und ihres Großvaters beeinflussten auch Indira Gandhi. Motilal und Jawaharlal gehörten zusammen mit Mahatma Gandhi (der nicht mit der Nehru-Gandhi-Familie verwandt ist) zu den Anführern der Unabhängigkeitsbewegung. Auch Indiras Mutter Kamala war trotz fortschreitender TBC-Erkrankung politisch aktiv. Jawaharlal Nehru saß von 1921 bis 1944 wiederholt im Gefängnis der britischen Kolonialherren, ebenso Kamala im Januar 1931. Besuchern der Familienresidenz Anand Bhavan soll Indira gesagt haben:
„Es tut mir Leid, aber mein Großvater, Vater und Mama sind im Gefängnis.“
Nicht nur die häufige Abwesenheit ihres Vaters und die Krankheit der Mutter prägten Indira, sondern auch die angespannte Stimmung in der Familie Nehru. Kamala und Indira litten unter dem demütigenden Verhalten insbesondere ihrer verwitweten Tante Vijaya Nehru. Noch Jahre später sprach Indira Gandhi mit Bitternis über ihre Tante. Jawaharlal Nehru verstand die Not seiner Tochter und seiner Frau lange Zeit nicht. Erst mit den wiederholten Aufenthalten der Nehrus in Europa von 1926 an und der damit verbundenen Trennung von den anderen Familienmitgliedern verbesserte sich die Situation für Indira und Kamala. Allerdings überschatteten mehrmalige Orts- und Schulwechsel sowie die Krankheit der Mutter Indiras Aufenthalt in Europa. In dieser Zeit lebte sie abwechselnd in Allahabad, Genf, Paris, dem Schwarzwald und London. Nach dem Tod ihrer Mutter im Februar 1936 verschlechterte sich Indiras Gesundheitszustand. Wegen chronischen Untergewichts, Depressionen und Tuberkulose befand sie sich vom Frühjahr 1940 bis zum Frühjahr 1941 in einem Schweizer Sanatorium.
Zu den unsteten Verhältnissen in ihrer Kindheit und Jugend kam schon in frühen Jahren eine gewisse politische Isolation: Sowohl in einem Internat in der Schweiz als auch im Sanatorium stand Indira allein mit ihrer radikalen, freiheitlichen politischen Einstellung, sowohl unter indischen als auch unter europäischen Befürwortern der britischen Kolonialherrschaft. Zu den Erfahrungen, die sie in Europa machte, gehörten auch die Machtergreifung der Nationalsozialisten in Deutschland und der Ausbruch des Zweiten Weltkrieges.
Sie studierte Geschichte am Somerville College, Oxford.

### Privatleben nach 1941
Im April 1941 kehrte Indira Gandhi, inzwischen 24-jährig, nach Indien zurück. Zu diesem Zeitpunkt war sie bereits mit dem Familienfreund der Nehrus, dem Parsen Feroze Gandhi, liiert. Die Hochzeit fand jedoch erst im März 1942 statt. Die Frage, ob eine Nehru-Tochter einen Parsi heiraten dürfe, wurde im Haushalt der Nehrus sehr kontrovers diskutiert, während die Medien einstimmig gegen die Verbindung waren.
Die Hochzeitsreise nach Kaschmir wurde zu einer der glücklichsten Zeiten in Indira Gandhis Leben. Im Laufe ihres Lebens kehrte Indira Gandhi immer wieder nach Kaschmir zurück, um privaten und politischen Frieden zu suchen.
Die beiden Söhne Rajiv und Sanjay kamen 1944 und 1946 zur Welt. Schon 1947 verlangte Feroze von Jawaharlal Nehru die Scheidung von Indira. Nehru befragte daraufhin seine Tochter, die sich vehement gegen eine Scheidung aussprach, obwohl auch sie nicht mehr glücklich in der Ehe war und in der darauffolgenden Zeit wieder zu ihrem Vater nach Delhi zog. Sie wurde seine Sekretärin und Gastgeberin. Sie organisierte Empfänge u. a. für den damaligen Schah des Iran, König Abd al-Aziz ibn Saud, Ho Chi Minh, Chruschtschow, Eisenhower, Tito und Nasser. Einem ihrer Biografen sagte sie später: „Ich musste das tun, denn mein Vater machte wichtigere Arbeit als mein Mann.“ („Obviously I had to do it because my father was doing more important work than my husband.“)
Indira und Feroze lebten meist getrennt voneinander. Indiras Parteivorsitz ab Februar 1955 wurde von Feroze in den Medien als finaler Dolchstoß auf ihre Ehe bezeichnet. Indira Gandhi hingegen beklagte sich in einem Brief an ihre langjährige Freundin Dorothy Norman über die Feindseligkeiten ihres Mannes. Ferozes erster Herzinfarkt brachte die beiden wieder einander näher; allerdings starb Feroze Gandhi ein Jahr später im September 1960.
Die Schuldgefühle wegen Ferozes Tod gaben insbesondere dem jüngeren Sohn Sanjay fatale Macht über seine Mutter; er warf ihr immer wieder vor, sie habe den Vater an Einsamkeit sterben lassen.
Nach dem Tod ihres Mannes wurde Indira Gandhi abermals depressiv. Allerdings vertraute sie sich lediglich ihrer Brieffreundin Dorothy Norman, die räumlich weit entfernt war, an. Im Sommer 1961 schreibt sie: „Ich habe mich immer für einen positiven Menschen gehalten. Doch jetzt fühle ich mich furchtbar negativ. Ich bin nicht krank, aber es geht mir nicht gut. Ich fühle mich einfach nicht am Leben. Keiner scheint den Unterschied zu bemerken.“ Das Ende der Amtszeit ihres Vaters vor Augen, plante Indira, Indien und der Politik endgültig den Rücken zu kehren.
Der Tod ihres Vaters 1964 bewirkte jedoch einen radikalen Umschwung in Indira Gandhis Einstellung zum politischen Engagement. Katherine Frank erklärte diesen Umschwung zum einen mit den Schuldgefühlen, die Indira gehabt haben könnte, weil sie heimlich plante, ihren Vater und Indien zu verlassen, zum anderen mag es sein, dass sie sich darüber bewusst wurde, dass sie die Erwartungen ihres Vaters nicht zu seinen Lebzeiten erfüllt hatte. Nehru hatte für seine Tochter eine entscheidende Rolle in der Entwicklung Indiens vorgesehen. Sich wieder stärker politisch zu engagieren, könnte der Weg sein, sich von Schuldgefühlen zu erleichtern und zumindest postum dem unausgesprochenen Urteil ihres Vaters zu widersprechen.

## Politisches Leben

### Nehrus Sekretärin und Congress President
Indira Gandhis aktives politisches Leben begann mit der Bildung der Interimsregierung am 2. September 1946, die von Nehru als Premierminister geführt wurde.
Anfang 1955 wurde sie zur Präsidentin der Kongresspartei gewählt. Ihr Einfluss auf ihren Vater Jawaharlal Nehru ist unbestritten. Beispielsweise gewährte Nehru auf Anraten Indira Gandhis dem 14. Dalai Lama im März 1959 Asyl. Über 100.000 Tibeter folgten dem Dalai Lama ins Exil nach Indien. Die tibetische Flüchtlingsfrage beeinträchtigte die diplomatischen Beziehungen zu China nachhaltig. Der vorläufige Tiefpunkt war der Grenzkrieg im Oktober 1962. Chinesische Truppen überschritten die Grenze zu Indien und besetzten 50.000 km² indisches Territorium. Als die Lokalregierung floh, flog Indira Gandhi zur indisch-chinesischen Grenze, beruhigte Zivilisten, organisierte Notrationen und beorderte Beamte zurück in den Dienst. Probleme persönlich vor Ort zu klären blieb später auch Indira Gandhis Politikstil in offiziellen Ämtern.
Im Juli 1959 entließ Nehru die demokratisch gewählte kommunistische Regierung des Bundesstaates Kerala. Die Wahl der Kommunisten führte zu Unruhen in Kerala, da militante Anhänger der Kongresspartei, finanziert durch die CIA, Straßenschlachten begannen. Obwohl Nehru anfangs der Meinung war, dass nichts gegen eine ordnungsgemäß gewählte Regierung zu tun sei, wurde er dann doch auf Druck seiner Tochter hin aktiv. Indira selbst tourte durch Kerala und organisierte eine Opposition zur kommunistischen Regierung aus Anhängern der Congress Party und der Muslim League. Im Februar 1960 gewann die Koalition die Neuwahlen in Kerala mit großer Mehrheit.
Indira Gandhis Kritiker bezeichnen später ‚Operation Overthrow’ als wegweisend für ihren autoritären Führungsstil und ihre Missachtung demokratischer Normen. Katherine Frank interpretiert den Kerala-Zwischenfall in dem Licht, dass Angst vor Chaos und Kontrollverlust Indiras großer Schwachpunkt gewesen sei. Im Gegensatz zu ihrem Vater Nehru hatte sie wenig Vertrauen darin, dass demokratische Institutionen auch instabile Zeiten überstehen können.

### Ministerin für Information und Rundfunk
Im Mai 1964, wenige Wochen nach dem Tod ihres Vaters, wurde Indira Gandhi Ministerin im Kabinett von Premierminister Lal Bahadur Shastri mit der Zuständigkeit für das Informations- und Rundfunkwesen. Shastri glaubte, eine Nehru im Kabinett würde für Stabilität sorgen. In dieser Position stand sie an vierter Position hinter dem Premierminister im Kabinett.
Ihr eigentliches Amt verlief wenig ereignisreich. Sie förderte die Übertragung von Sendungen in Urdu. Auch kontroverse Diskussionen und Meinungen in den Medien wurden gefördert. Bemerkenswert ist jedoch ihr Umgang mit der so genannten Sprachenkrise und dem Ausbruch des zweiten Indisch-Pakistanischen Krieges.
Nachdem die Regierung beschlossen hatte, Englisch als offizielle Amtssprache durch Hindi zu ersetzen, brachen im März 1965 Unruhen in Gebieten Indiens aus, in denen Hindi nicht Muttersprache der Bevölkerung war. Indira Gandhi flog nach Madras, um mit den lokalen Politikern und protestierenden Menschen zu sprechen. Die Unruhen legten sich daraufhin, und Englisch blieb Amtssprache neben Hindi. Shastri, der die Krise eigentlich aussitzen wollte, war alles andere als erfreut über Indira Gandhis Intervention. Er beklagte sich, Indira Gandhi habe über seinen Kopf hinweg agiert. In dieser Situation zeigte sich erstmals Indira Gandhis Instinkt für Timing und auch ein implizites Machtbewusstsein. Nach eigenen Angaben sah sie sich nicht nur als Ministerin für Information und Rundfunk, sondern auch als ‚einer der Anführer dieses Landes‘ (‚one of the leaders of this country’). Wörtlich sagte sie: „Meinen Sie, diese Regierung könnte weiter bestehen, wenn ich heute zurückträte? Ich sage Ihnen, das würde sie nicht. Ja, ich habe über den Kopf des Premierministers hinweg gehandelt und ich würde es jederzeit wieder tun, wenn es sein muss.“ Schon kurze Zeit später brach der Krieg zwischen Indien und Pakistan aus. Indira Gandhi befand sich zu dieser Zeit in Srinagar, Kaschmir. Statt dem Rat zu folgen, nach Delhi zurückzufliegen, flog sie zur Frontlinie und sprach, als einziges Regierungsmitglied, mit Menschen und Journalisten vor Ort. In der Presse wurde sie daraufhin als „der einzige Mann in einem Kabinett von alten Weibern“ („the only man in a cabinet of old women“) gefeiert.
Der Krieg um Kaschmir wurde vorerst mit einem Waffenstillstand beendet und der damalige Premierminister Shastri wurde über Nacht zum Volkshelden. Indira Gandhi war verärgert. Spätestens zu diesem Zeitpunkt wurde, laut Katherine Frank, Indira Gandhis Wille zur Macht offenbar. Jed Adams und Phillip Whitehead schreiben dazu: „Indira indes war größer als ihr Amt [als Minister für Information und Rundfunk]. Sie brauchte neue Herausforderungen.“
Shastri war über die Freiheiten, die sich Indira Gandhi in ihrem politischen Handeln nahm, ebenso verärgert, wie Indira Gandhi über den langsamen und konservativen Regierungsstil Shastris irritiert war. Während Shastri erkannte, dass Indira Gandhi mehr als nur eine Galionsfigur der Kongresspartei war, stellte Indira Gandhi ihn öffentlich in Frage. Noch bevor Lal Bahadur Shastri seine Idee realisieren konnte, Indira Gandhi als Botschafterin nach London zu schicken, um sie loszuwerden, starb er auf einer Auslandsreise in Taschkent, Usbekistan. Verfassungsgemäß wurde der Präsident Indiens S. Radhakrishnan vorübergehend als Premierminister vereidigt. Noch in der Nacht seiner Vereidigung rief Indira Gandhi Vertraute zusammen, um die Möglichkeit ihrer Kandidatur für die Nachfolge Shastris zu testen. „Greife nach der Macht“ („Make a bid for power“), war der Rat Romesh Thapars.
Indiras einzig ernst zu nehmender Gegner im Kampf um das Amt des Premierministers war Morarji Desai, ein orthodoxer Hindu. Indira Gandhi war für die Kongresspartei alles, was Desai nicht war: Sie sprach fließend Hindi und Englisch, sie war nicht nur beliebt unter Hindus, sondern auch unter Moslems, Harijans und auch anderen Minderheiten. Sie war weltgewandt und in keiner speziellen Region Indiens verankert. Sie war eine nationale Politikerin. Vor allem hielt die alte Führungsgarde der Kongresspartei sie für manipulierbar, was sich als grundlegende Fehleinschätzung herausstellen sollte. Die Entscheidung für Indira Gandhi als Kandidatin für das Amt des Premierministers beruhte also zu großen Teilen auf dem Mangel an weiteren tragbaren Kandidaten innerhalb der Kongresspartei.

### Premierministerin

#### Schwieriger Start

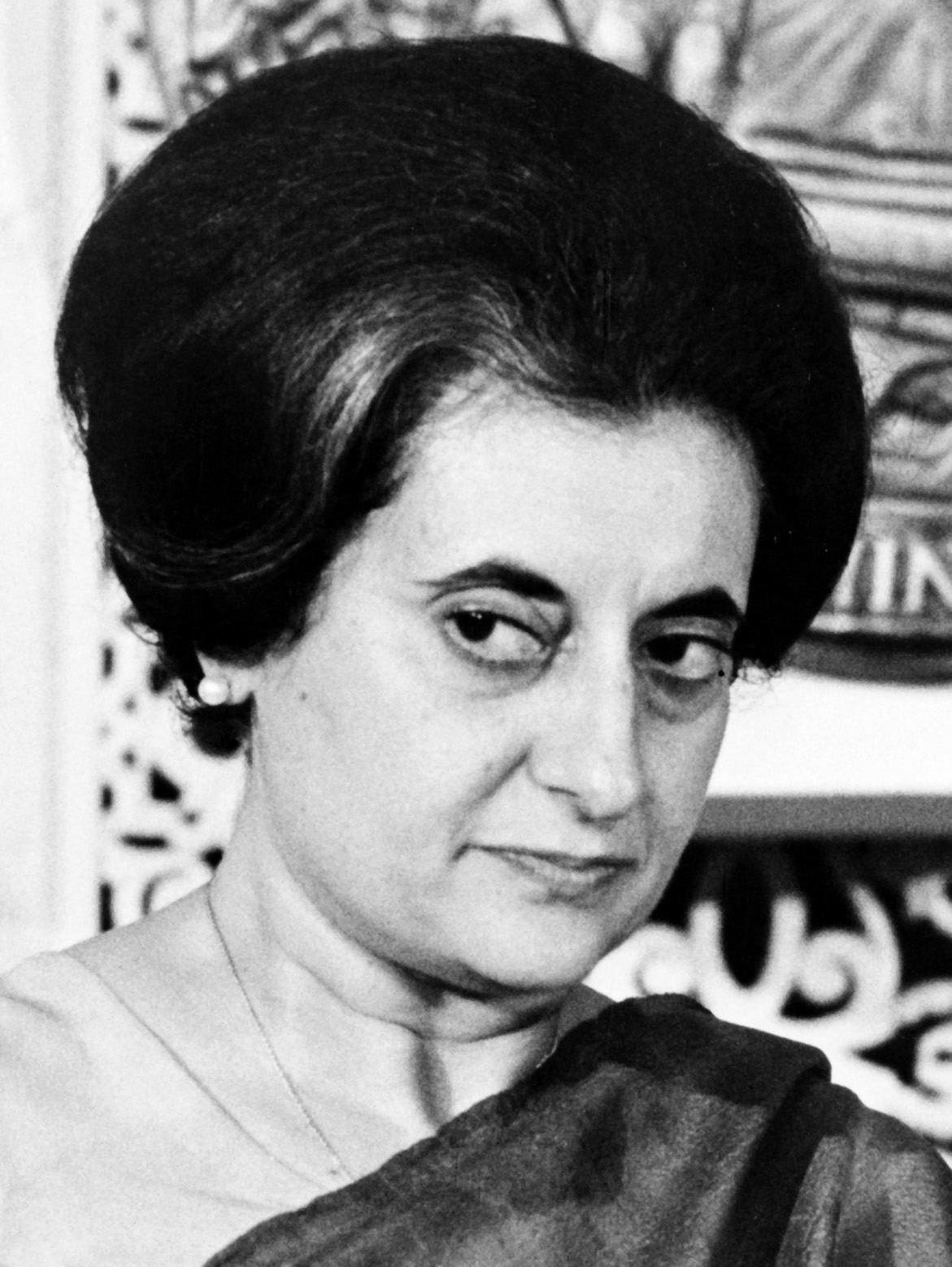
Gandhi im Jahr 1966 bei einem Besuch in den USA

Am 18. Januar 1966 wurde Indira Gandhi als erste Frau zur Fraktionsvorsitzenden der Kongresspartei gewählt. Gandhi wurde von der Lok Sabha am 19. Januar zur Nachfolgerin Shastris gewählt und am 24. Januar als Premierministerin vereidigt. Im ersten Jahr ihrer Amtszeit war ihr Auftreten bei Reden, insbesondere in der Lok Sabha, unsicher. Sie stotterte und trug Reden ohne Lebendigkeit vor, was Anlass zum Spott der zumeist männlichen Lok-Sabha-Mitglieder war.
Zu ihrer Vertrauten Pulpul Jayakar sagte Indira nach den ersten fehlgeschlagenen Auftritten, ihr Mangel an Selbstbewusstsein liege in ihrer Kindheit begründet. „Seit meiner Kindheit tat sie [Vijaya Nehru] alles, um mein Selbstvertrauen zu vernichten: sie nannte mich hässlich, dumm. Sie zerbrach etwas in mir. Im Angesicht von Feindseligkeit, egal wie gut ich vorbereitet bin, verschlägt es mir die Sprache und ich scheue zurück.“
Das Problem der Sikhs löste Indira Gandhi vorerst schnell und effizient, indem sie den bisherigen Bundesstaat Punjab in zwei neue Bundesstaaten Punjab und Haryana teilte, die sich gemeinsam Chandigarh als Hauptstadt teilten. Allerdings brachen daraufhin Unruhen unter der nunmehrigen hinduistischen Minderheit in Punjab aus. In Delhi drohte eine aufgebrachte Menge, den Haupttempel der Sikhs niederzubrennen. Ungeachtet ihrer unsicher vorgetragenen Reden in der Lok Sabha stellte sich Indira Gandhi mit Leidenschaft der Menge entgegen. „... in meinen Augen sind keine Tränen, in meinem Herzen ist Wut. Haben so viele Freiheitskämpfer und Märtyrer ihr Leben für das hier gelassen?“
Das Problem der Lebensmittelknappheit hingegen, ausgelöst durch die Dürre im Jahre 1965, ließ sich weniger schnell, dafür nachhaltiger lösen. Als erstes löste Indira Gandhi die Food Zones auf, innerhalb deren Lebensmittelhandel erlaubt war, jedoch nicht darüber hinaus. Auf einer Reise in die USA bat sie trotz der angespannten diplomatischen Beziehungen zwischen den beiden Staaten um Lebensmittellieferungen. Zwar lief die Hilfe nicht so schnell an wie geplant, aber die Lieferungen halfen, die zweite Dürre von 1966 zu überbrücken. Zudem besuchte Indira Gandhi mit einer kleinen Gruppe von Beratern jeden Bundesstaat persönlich. Auf dem Flug ließ sie sich von Experten die lokale Situation erklären und vor Ort sprach sie mit den Regierungen der Bundesstaaten, half Entscheidungen zu treffen und förderte den Gebrauch von Hochleistungssorten und Düngemitteln in der Landwirtschaft. Drei Jahre später war die indische Bevölkerung weitestgehend grundversorgt (Grüne Revolution).

#### Dritter Indisch-Pakistanischer Krieg
Die Autonomiebewegung in der räumlich vom Hauptteil Pakistans getrennten Provinz Ostpakistan (das spätere Bangladesch) wurde von der pakistanischen Regierung unterdrückt. Die Lage eskalierte, als am 25. März 1971 der pakistanische Militär- und Regierungschef Yahya Khan alle Verhandlungen mit der Awami-Liga abbrach und den in Ostpakistan stationierten pakistanischen Einheiten den Befehl gab, gegen die Separatisten vorzugehen. Vor den Wirren des damit in Ostpakistan ausbrechenden Bürgerkriegs flohen viele Menschen nach Indien, unter ihnen auch viele Parteiführer der Awami-Liga, die aus dem indischen Exil die Unabhängigkeit Ostpakistans unter dem Namen Bangladesch ausriefen. Auf dem Höhepunkt der Flüchtlingsbewegung waren es 150.000 Flüchtlinge am Tag, die die Grenze überquerten. Die 9 Millionen Flüchtlinge verursachten für die indische Regierung eine humanitäre und finanzielle Notlage. Durch ihre Schilderungen lösten die ostpakistanischen Flüchtlinge in der indischen Bevölkerung eine Welle von Entsetzen und Wut gegen das pakistanische Militärregime aus. Auch Indira Gandhi hatte die Flüchtlingscamps besucht und war nach eigener Aussage sprachlos.
Nach Beratung mit ihrem Privatsekretär und den Vertrauten P.N. Haksar, P.N. Dhar und dem Stabschef der indischen Armee, General Sam Manekshwar, schien es die beste Lösung, sich vorerst militärisch zurückzuhalten und nach anderen Lösungsmöglichkeiten zu suchen. Von einem Beginn kriegerischer Auseinandersetzungen vor Ende des Monsuns riet Manekshwar dringend ab. Haksar wollte auf den darauffolgenden Winter und die damit unpassierbaren Pässe des Himalaya warten, um sicherzustellen, dass keine chinesischen Truppen auf dem Landweg zu Pakistans Unterstützung eingreifen würden.
Indira Gandhi brachte den pakistanischen Konflikt in die internationale Politik ein. Sie reiste in die Sowjetunion, nach Belgien, Frankreich, Österreich, Deutschland, Großbritannien und schließlich auch in die USA, um den Fall vorzutragen und internationale Zustimmung für ihre Pakistanpolitik zu bekommen. Präsident Richard Nixon machte deutlich, dass die USA Indien auf keinen Fall in der Auseinandersetzung mit Pakistan unterstützen würden.
Anfang Dezember brachte die indische Armee Truppen in Verteidigungsposition an der Grenze zu Pakistan, um sich auf die Befreiung Dhakas und einen Gegenschlag pakistanischer Truppen vorzubereiten. Einen Tag vor dem geplanten Angriff eröffnete Pakistan selbst den Krieg mit dem Bombardement indischer Luftbasen bei Amritsar, Agra, Srinagar und in Kaschmir.
Das Timing war für Indira Gandhi und Indien perfekt, da das pakistanische Militärregime der Aggressor war. Trotzdem verurteilte US-Präsident Nixon Indien als Aggressor. Indira Gandhi entwarf daraufhin mit Haksar einen offenen Brief an Nixon, der nicht nur eine Rechtfertigung Indiens für das militärische Vorgehen war, sondern auch durchaus provozierend darauf hinwies, dass der Krieg hätte verhindert werden können, wenn die internationale Staatengemeinschaft, allen voran die USA, mehr als nur Lippenbekenntnisse zur Hilfe Ostpakistans, nun Bangladeschs, gegeben und zu einer politischen Lösung beigetragen hätte.
Der langerwartete und geplante Krieg zwischen beiden Staaten dauerte lediglich zwei Wochen, da die pakistanischen Truppen den indischen in Anzahl und Ausrüstung weit unterlegen waren. Der Krieg endete mit der Kapitulation Pakistans in Bangladesch und einer Waffenstillstandsvereinbarung. Noch am Tag der Kapitulation ordnete Indira Gandhi einen Waffenstillstand an, da ihr und ihren Beratern klar war, dass eine Fortführung des Krieges die Gefahr der Einmischung Chinas und der USA zu ihren Ungunsten bedeuten könnte. Der Waffenstillstand wurde gegen den Rat des Verteidigungsministers, den sie im Verlauf des Konfliktes ohnehin übergangen hatte, proklamiert.
Mit dem Sieg und der Befreiung Bangladeschs hatte Indira Gandhi das erreicht, was ihrem Vater Jawaharlal Nehru und auch Shastri nicht gelungen war. Indira Gandhi war auf dem vorläufigen Höhepunkt ihrer Macht und Beliebtheit. Bei den Wahlen im März 1972 gewann die Congress Party 70 Prozent der Sitze in der Lok Sabha.
Im Juni 1972 krönte Indira Gandhi den militärischen Erfolg mit einem diplomatischen. Auf dem Simla Summit wurde die als Line of Control bezeichnete Demarkationslinie durch Kaschmir festgelegt und damit faktisch eine von Indien und Pakistan anerkannte Grenze, wobei Indien und Pakistan weiterhin die volle Souveränität über Kaschmir beanspruchen.

#### Nationaler Ausnahmezustand und Folgen
Mitte Juni 1975 wurde Indira Gandhi wegen Missbrauchs eines Staatsbeamten zu Wahlkampfzwecken verurteilt. In der Tat hatte einer ihrer Wahlkampfhelfer zu Beginn des Monats begonnen, für sie zu arbeiten, während sein Vertrag mit dem Staat bis zur Mitte desselben Monats lief. So unwichtig wie die Angelegenheit war, so gesetzeswidrig war sie auch. Das Gericht verfügte, dass sie vorerst im Amt bleiben könne, solange das Urteil nicht im Revisionsprozess bestätigt würde. Für Indira Gandhis politische Gegner, insbesondere Morarji Desai, war das Urteil die Gelegenheit, sie aus dem Amt zu drängen. Desai verkündete öffentlich, dass man Indira Gandhi unter Hausarrest stellen und die Polizei von Delhi zum Meutern auffordern würde. Die sich zuspitzende Lage war der vorläufige Höhepunkt einer Reihe politischer Misserfolge, die Indira Gandhi seit dem Krieg gegen Pakistan hatte hinnehmen müssen, insbesondere die sich durch Dürren wieder verschlechternde Situation der Landwirtschaft und damit der Ernährung großer Teile der Bevölkerung sowie der Ausbruch von Unruhen aufgrund der durch die Naxaliten initiierten Aufstände in Assam, Kerala, Bihar und Punjab.
Auch die Annexion Sikkims als 22. Bundesstaat Indiens, die als Appell an das indische Nationalempfinden gedacht war, konnte die Stimmung in der Bevölkerung nicht verbessern.
Am 26. Juni 1975 rief Indira Gandhi den „National Emergency“ (nationalen Ausnahmezustand) aus, der aber schon ab dem 25. Juni gültig war. In der Nacht vom 25. zum 26. wurden 600 politische Gegner in Sicherheits- und Hausarrest genommen, inklusive Desai. Den Zeitungen in Delhi wurde der Strom abgeschaltet, so dass nichts vorzeitig an die Öffentlichkeit gelangen konnte. Als Indira Gandhi den nationalen Ausnahmezustand über den Rundfunk bekanntgab, gab es kaum noch jemanden, der dagegen hätte opponieren können.
Indira Gandhis Brieffreundin Dorothy Norman verlangte nach einer plausiblen Erklärung für den nationalen Ausnahmezustand. Die Antwort, die sie erhielt, war kurz, aber nicht ohne Selbstironie. „Dorothy, meine Liebe, wenn du es über dich bringen kannst, ein Geschenk von der 'großen Diktatorin' anzunehmen, ist hier etwas, was ich für dich vor ein paar Jahren aufgehoben habe – es ist aus Bhutan.“ („Dorothy dear, if you can bear to accept a gift from the ‚Great Dictator’, here is something which I had kept for you some years ago – it is from Bhutan.“) Dorothy Norman stellte daraufhin den Briefwechsel für vier Jahre ein. Auch Indira Gandhis Vertraute in Delhi Pulpul Jayakar forderte sie zu einer Stellungnahme auf. Im Gespräch wurde deutlich, dass Indira Gandhis wachsendes Misstrauen paranoide Züge angenommen hatte und sie selbst den nationalen Ausnahmezustand nicht logisch begründen konnte.
Sowohl Katherine Frank als auch Adams und Whiteman sehen den nationalen Ausnahmezustand mehr als Antwort auf Indira Gandhis psychischen Zustand denn als wirkliche politische Notwendigkeit.
Trotz der fragwürdigen Beweggründe Indira Gandhis für den nationalen Ausnahmezustand war er anfänglich in der Bevölkerung durchaus willkommen. Quasi über Nacht wurde das Leben in Indien geordnet. Es gab keine Streiks und Protestmärsche mehr. Züge und Busse fuhren nach Plan und Behörden sowie öffentliche Einrichtungen hatten tatsächlich zu den Öffnungszeiten offen. Es wurden beachtliche Erfolge gegen Schmuggel, Steuerhinterziehung und Kriminalität erzielt. Großgrundbesitzer wurden teilweise enteignet; Leibeigene wurden befreit und bekamen Arbeit in Infrastrukturprojekten der Regierung, die durch das deutliche Plus an Steuereinnahmen finanziert werden konnten. Die Projekte der zwangsweisen Umsiedlung von Slums und der Begrenzung des Bevölkerungswachstums durch Zwangssterilisation stießen jedoch auf Widerstand. Viele Menschen landeten auf der Straße.
Ein anderer Aspekt des nationalen Ausnahmezustands war eine starke Einschränkung der Presse-, Meinungs- und Versammlungsfreiheit. Bürger konnten bis zu zwei Jahre ohne Anklage inhaftiert werden. Die politische Opposition war weitgehend im Gefängnis. Nach Angaben von Amnesty International wurden während des nationalen Ausnahmezustands 110.000 Menschen ohne Gerichtsverfahren inhaftiert. 22 Gefangene starben.

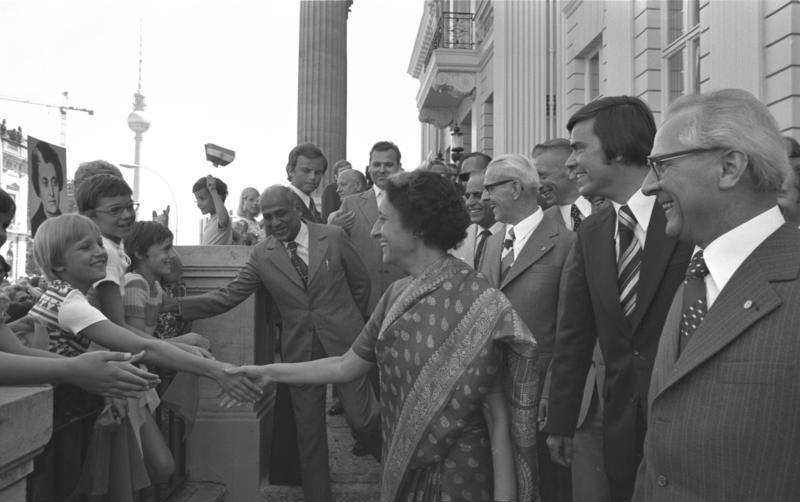
Besuch Indira Gandhis in Berlin mit Willi Stoph und Erich Honecker (1976)

Im Februar 1976 verschob Indira Gandhi die regulär anstehenden Wahlen, unter anderem auf Anraten ihres Sohnes Sanjay, der zunehmenden Einfluss auf seine Mutter nahm. Der Ausnahmezustand wurde mit der Begründung verlängert, die positiven Ergebnisse müssten konsolidiert werden. Ihr Vertrauter P. N. Dhar sprach sich gegen eine Verlängerung des Ausnahmezustands aus. Im November desselben Jahres verschob Indira Gandhi die Wahlen noch einmal, diesmal um 12 Monate. Wieder war es Dhar, der gegen die Verlängerung des Ausnahmezustands war, während Sanjay dafür stimmte. Allerdings änderte Indira Gandhi ihre Meinung und verkündete im Januar 1977, dass es innerhalb von zwei Monaten Wahlen geben würde.
Indira Gandhi tourte in dem kurzen Wahlkampf durch alle 22 Bundesstaaten. Dennoch verlor die Congress Party die Wahl im März 1977 deutlich. Wahlsieger war die Janata Party. Morarji Desai wurde Premierminister. Hätte Indira Gandhi die Wahlen planmäßig im Februar 1976 abgehalten, hätte sie womöglich sogar gewonnen. In dem darauffolgenden Jahr jedoch wurden die Einschränkungen durch den Ausnahmezustand im öffentlichen Bewusstsein deutlicher und die Stimmung innerhalb der Bevölkerung kippte zu ihren Ungunsten. Der nationale Ausnahmezustand endete am 21. März 1977.

#### Die Rückkehr
Die Janata Party war durch ideologische und persönliche Dissonanzen gespalten. Nur in einem war man sich einig: Indira Gandhi und ihr Sohn Sanjay mussten zur Rechenschaft gezogen werden. So beliebt wie Indira Gandhi zu Beginn der 70er war, so inbrünstig wurde sie nun gehasst. Die Janata-Partei leitete eine Untersuchungskommission ein, geleitet vom Generalstaatsanwalt J.C. Shah (die Shah-Kommission), in der die Gesetzesverstöße von Indira und Sanjay Gandhi und anderen während des national emergency untersucht werden sollten. In der Presse war von Indiragate die Rede und diverse Anti-Indira-Bücher wurden veröffentlicht, u. a. Salman Rushdies Mitternachtskinder.
Noch bevor die Shah-Kommission begann, startete Indira Gandhi ihre politische Rückkehr. Sie versöhnte sich mit alten politischen Feinden, die selbst nicht mehr im politischen Leben standen, und gab teilweise Verfehlungen während des nationalen Ausnahmezustands zu.
Eine Verhaftung Indira Gandhis, die dazu dienen sollte, sie davon abzuhalten, weiter um Sympathien in der Bevölkerung zu werben, erreichte das Gegenteil, da Journalisten anwesend waren, als sie aus ihrem Bungalow abgeführt wurde. Es wurde das Bild einer Frau gezeichnet, die von der Justiz zum Opfer gemacht wurde.
Vor der Shah-Kommission weigerte sich Indira Gandhi auszusagen, mit dem Hinweis, dass sie dazu rechtlich und konstitutionell nicht verpflichtet sei. Stattdessen führte sie den Richter vor, indem sie ihn an eine Untersuchung erinnerte, die sie als Premierministerin verhindert hatte, um ihn und andere Richter zu schützen. Die Shah Commission wurde mit dem Shah-Report geschlossen, in dem jedoch kaum Beweise gegen Indira Gandhi zu finden waren. Allerdings wurden Gerüchte, die über Sanjay im Umlauf waren, darin belegt.
Unter der Janata-Regierung wurden Inhaftierte des nationalen Ausnahmezustands wieder freigelassen. Die Kriminalitätsrate stieg sprunghaft an. Indien schien wieder in die Gesetzlosigkeit zu verfallen. Nach der Ermordung des Großteils eines ganzen Dorfes ehemaliger Leibeigener durch Großgrundbesitzer besuchte Indira Gandhi den Schauplatz des Verbrechens, um den Hinterbliebenen Mut und Trost zuzusprechen.
Im Juni 1979 trat Morarji Desai als Premierminister zurück und übergab den Posten an seinen parteiinternen Konkurrenten Chaudhary Charan Singh, der von Indira Gandhi unterstützt wurde, seit die Brüche innerhalb der Janata Party sichtbar geworden waren. Aber auch er konnte die Regierung nicht stabilisieren. Der Präsident löste die Janata-Regierung im August 1979 auf. Nachdem Indira Gandhi nicht noch einmal zur Parteivorsitzenden der Kongresspartei gewählt worden war, gründete sie eine neue Partei; den „Indian National Congress I“. Mit dieser neuen Partei gewann sie die Wahlen im Jahr 1980 mit 351 von 525 Sitzen.

#### Operation Blue Star
Zu den vordringlichsten Problemen nach Indira Gandhis Amtsantritt im Januar 1980 gehörte die stärker werdende Separatistenbewegung extremistischer Sikhs, die Akali Dal, im Bundesstaat Punjab, der nach ihrem Willen zum unabhängigen Staat Khalistan werden sollte. Eine wichtige Figur war dabei Jarnail Singh Bhindranwale, der unter anderem von Gandhis Sohn Sanjay unterstützt worden war, um die Congress-Basis in Punjab zu stärken.
1982 spitzte sich die Situation zu und es kam auch zu Ausschreitungen in Assam und Kaschmir. Bhindranwale verschanzte sich mit seinen Anhängern im Goldenen Tempel, dem größten Heiligtum der Sikhs. Vier Anläufe zu Gesprächen schlugen fehl. Im Januar 1984 befahl Indira Gandhi, den Tempel militärisch zurückzuerobern. Im Juni 1984 wurde die Operation Blue Star ausgeführt, bei der mehr als 400 Soldaten und Augenzeugenberichten zufolge mehr als 2000 Sikhs starben. Der Tempelteil, in dem sich die Akali Dal verschanzt hatte, wurde komplett zerstört. Die Militäroperation wurde von der Bevölkerung zwar nicht unkritisch, dennoch überwiegend positiv aufgenommen. Mit dem Hinweis, dass Indien ein säkularer Staat sei, lehnte Indira Gandhi es auch nach der Operation Blue Star ab, ihre Sikh-Leibwächter zu entlassen.

### Attentat

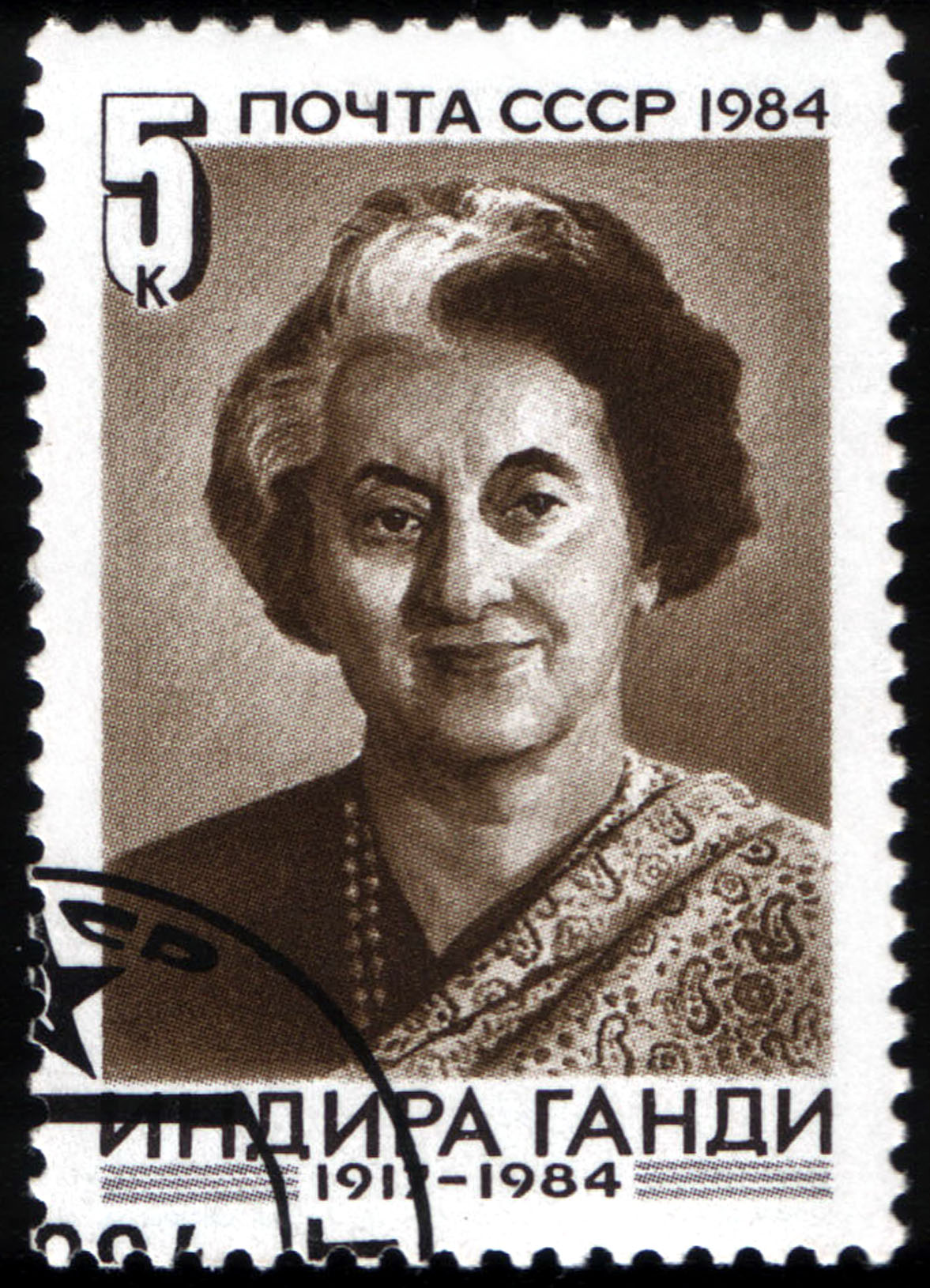
Indira Gandhi auf einer sowjetischen Briefmarke (1984)

Die britische Rundfunkanstalt BBC plante am Vormittag des 31. Oktober 1984 ein Interview mit Indira Gandhi durch Peter Ustinov im Rahmen von dessen Dokumentarfilmreihe Ustinov’s People. Während Ustinov auf das verabredete Gespräch wartete, sprach er frei in die Kamera: „Hier stehe ich also im Garten von Indira Gandhi. Es sind Vögel in den Bäumen. Wächter stehen in den Winkeln. Es ist ruhig.“ Plötzlich gab es Lärm, eine große Aufregung. Ohne die Lage richtig deuten zu können, versuchte Ustinov, die Fernsehzuschauer zu beruhigen. Kurz darauf sprach er in die Live-Kamera: „Ich muss gestehen: Als ich eben sagte, es sei nichts Ernstes geschehen, habe ich mir selbst nicht geglaubt. Auf Indira Gandhi ist soeben geschossen worden. Die Wächter stehen nicht mehr in den Winkeln. Aber die Vögel sind noch in den Bäumen.“
Tatsächlich wurde Indira Gandhi auf dem Weg zum Interview im Vorgarten ihres Bungalows von ihren Sikh-Leibwächtern Satwant Singh und Beant Singh erschossen. Kurz nach dem Attentat erlag sie trotz intensiver ärztlicher Bemühungen im Krankenhaus von Neu-Delhi ihren zahlreichen Schussverletzungen. Mehr als eine halbe Million Inder gaben ihr am 3. November das letzte Geleit.
In den Tagen nach Indira Gandhis Ermordung wurden bei Anti-Sikh-Pogromen schätzungsweise 3000 Sikhs ermordet und zirka 100.000 flohen aus Delhi nach Punjab und in Camps.

## Film
- Die letzten Tage einer Legende. Indira Gandhi. (OT: Derniers jours d'une icòne.) Dokumentation, Frankreich, 2005, 52 Min., Regie: Thomas Johnson, Produktion: Maia, Sunset Presse, France 5.